# IAAF Golden League
La IAAF Golden League (o, semplicemente, Golden League) fu una serie di meeting internazionali di atletica leggera organizzata annualmente dalla IAAF a partire dal 1998 e facente parte dell'IAAF Grand Prix (dal 1998 al 2006) e dell'IAAF World Athletics Tour (dal 2006 al 2009).

## Formula
Ogni anno, all'interno di ciascuno dei meeting della serie, era presente un gruppo di gare maschili e femminili (la cui tipologia veniva variata di anno in anno, anche se gare spettacolari, come ad esempio i 100 metri piani, venivano raramente tolte dal programma); con criteri differenti per le varie edizioni, ma nella maggior parte dei casi vincendo la stessa specialità in tutti i meeting di un anno, gli atleti conquistavano il jackpot della Golden League.
A partire dal 2010, la Golden League è stata sostituita dalla Diamond League.

## Le edizioni

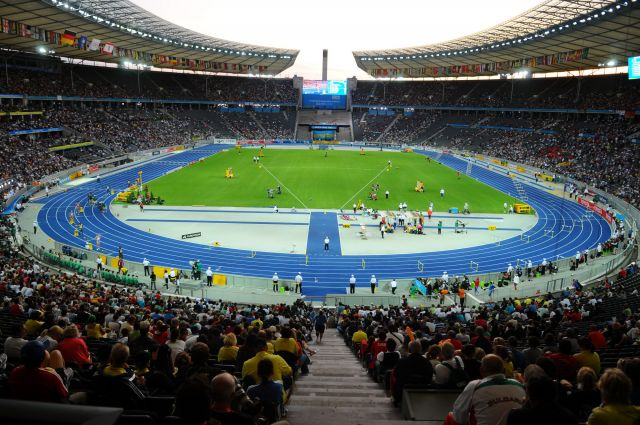
L'Olympiastadion di Berlino dove si svolge il meeting Internationales Stadionfest, evento conclusivo nelle prime dieci edizioni della Golden League.

Nel corso delle sue 12 edizioni la Golden League è stata formata da un diverso numero di meeting (da 6 a 7) e più meeting ne hanno fatto parte, anche con collocazioni temporali differenti nelle diverse edizioni. I Bislett Games, che usualmente si svolgono a Oslo, nel 2004 hanno avuto sede a Bergen per via della demolizione e successiva ricostruzione del Bislett stadion.
| #  | Anno | Bislett Games | Golden Gala | Meeting Areva | Herculis | Weltklasse Zürich | Memorial Van Damme | ISTAF | Risultati | Note   |
| -- | ---- | ------------- | ----------- | ------------- | -------- | ----------------- | ------------------ | ----- | --------- | ------ |
| 1  | 1998 | 1             | 2           |               | 3        | 4                 | 5                  | 6     | dettagli  | [ 5 ]  |
| 2  | 1999 | 1             | 2           | 3             | 4        | 5                 | 6                  | 7     | dettagli  | [ 6 ]  |
| 3  | 2000 | 3             | 2           | 1             | 5        | 4                 | 6                  | 7     | dettagli  | [ 7 ]  |
| 4  | 2001 | 3             | 1           | 2             | 4        | 5                 | 6                  | 7     | dettagli  | [ 8 ]  |
| 5  | 2002 | 1             | 3           | 2             | 4        | 5                 | 6                  | 7     | dettagli  | [ 9 ]  |
| 6  | 2003 | 1             | 3           | 2             |          | 4                 | 5                  | 6     | dettagli  | [ 10 ] |
| 7  | 2004 | 1             | 2           | 3             |          | 4                 | 5                  | 6     | dettagli  | [ 11 ] |
| 8  | 2005 | 3             | 2           | 1             |          | 4                 | 5                  | 6     | dettagli  | [ 12 ] |
| 9  | 2006 | 1             | 3           | 2             |          | 4                 | 5                  | 6     | dettagli  | [ 13 ] |
| 10 | 2007 | 1             | 3           | 2             |          | 4                 | 5                  | 6     | dettagli  | [ 14 ] |
| 11 | 2008 | 2             | 3           | 4             |          | 5                 | 6                  | 1     | dettagli  | [ 15 ] |
| 12 | 2009 | 2             | 3           | 4             |          | 5                 | 6                  | 1     | dettagli  | [ 16 ] |

In grassetto il meeting conclusivo di ogni edizione.

## Jackpot

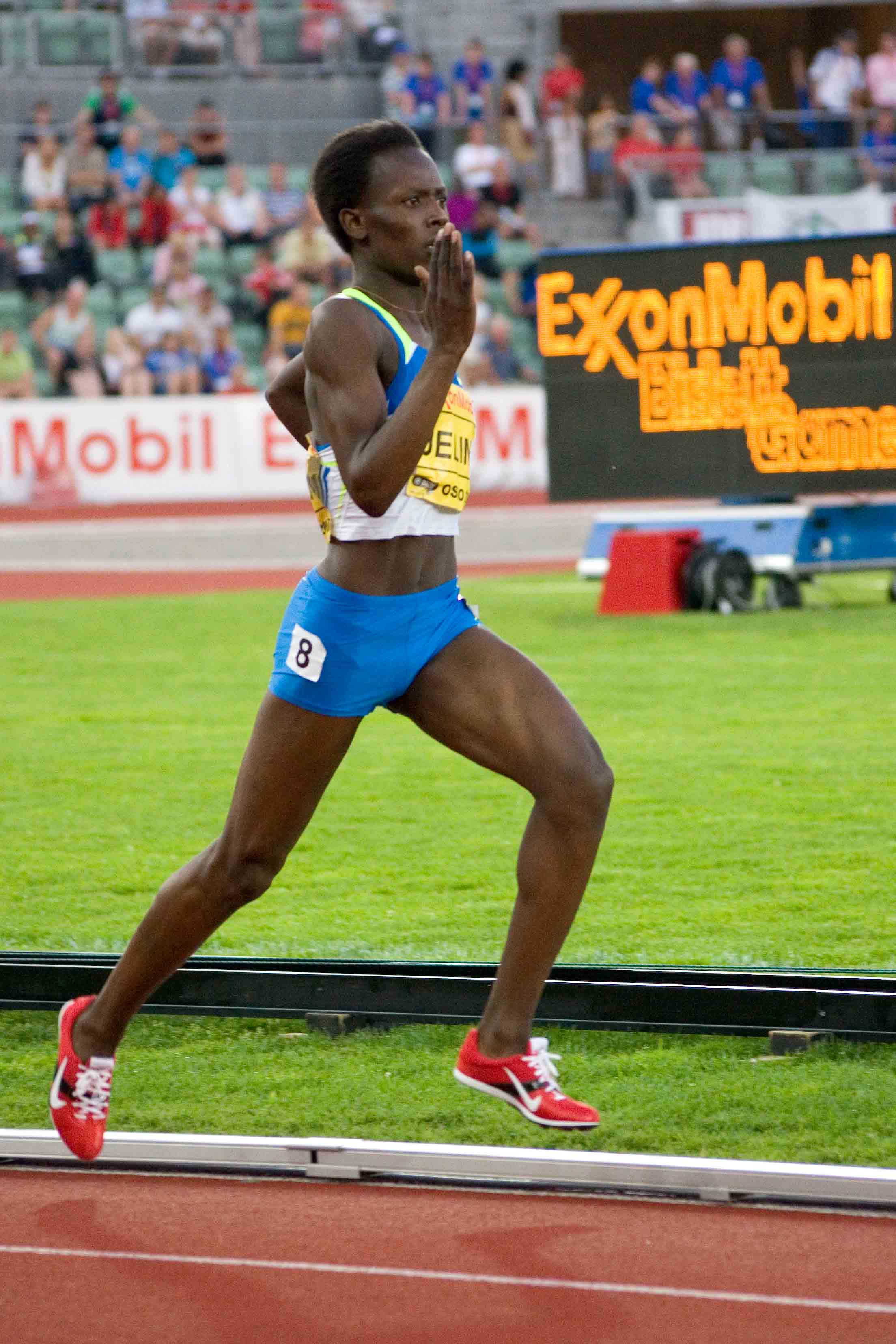
Pamela Jelimo impegnata negli 800 m dei Bislett Games durante la per lei vittoriosa ÅF Golden League 2008.

Ogni anno gli atleti che sono riusciti nell'impresa di aggiudicarsi tutte le gare della stessa specialità sono stati premiati con un cospicuo premio in denaro o in lingotti d'oro, il cosiddetto jackpot; in caso di ex aequo il premio risultava condiviso fra gli atleti aventi diritto.

Nelle prime due edizioni il jackpot di 1.000.000 di dollari è stato appannaggio degli atleti risultati vincitori in tutti i meeting della Golden League, sei nel 1998 e sette nel 1999. Per l'edizione 2000, anno delle Olimpiadi di Sydney, il premio venne trasformato in 50 kg in lingotti d'oro, per conquistare i quali non fu più necessario vincere tutti e sette i meeting in programma: il traguardo venne portato prima a sei, per agevolare gli atleti statunitensi impediti nella partecipazione alla prova d'apertura perché impegnati in un meeting a Eugene, poi a cinque, dati i gravosi impegni cui gli atleti si sarebbero dovuti sottoporre nell'anno olimpico. La struttura del jackpot rimase inalterata anche l'anno successivo, con un circuito composto sempre da sette appuntamenti.

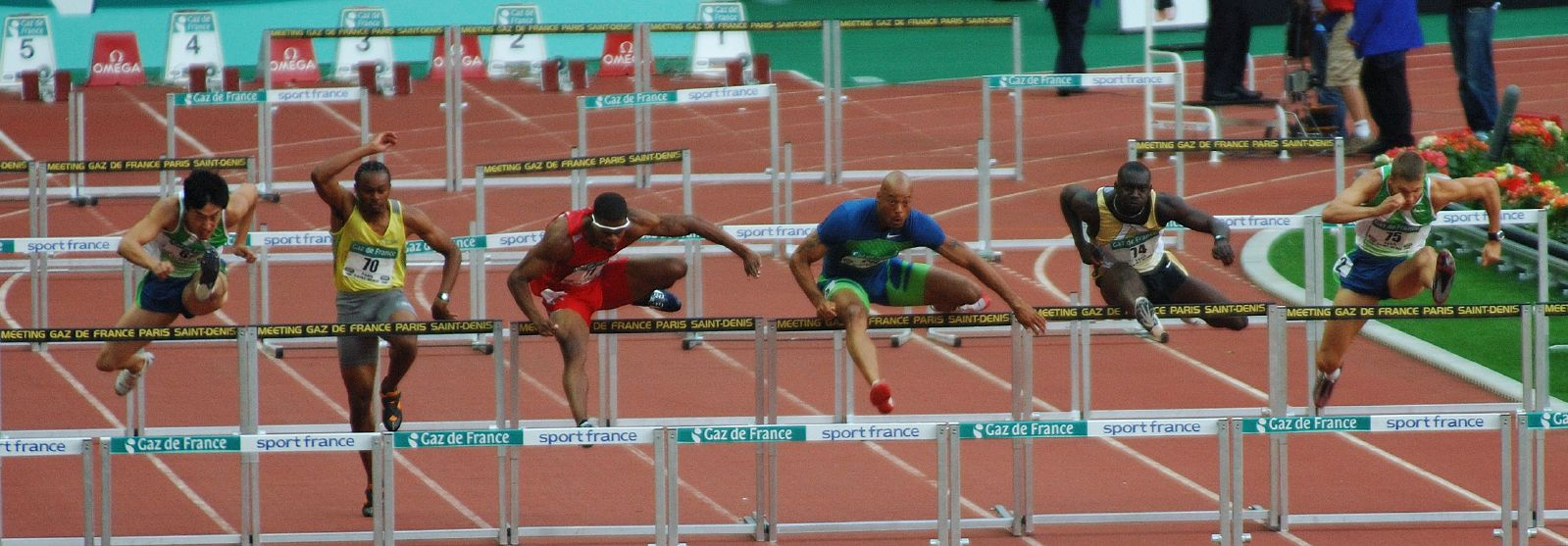
Il momento del valicamento del quinto ostacolo nei 110 metri ostacoli al Meeting Areva di Parigi - Saint-Denis, seconda tappa della Golden League 2006.

Nel 2002, senza Olimpiadi e Mondiali, si ritornò all'antico: jackpot solo per i vincitori di tutte le tappe in programma. Per l'edizione 2003 il jackpot tornò ad essere di 1.000.000 di dollari, mentre il numero di meeting scese definitivamente a sei, dopo l'abbandono dell'Herculis di Montecarlo, diventato scenario delle Finali mondiali di atletica leggera.; la formula rimase immutata anche nelle due edizioni successive, mentre il nome della manifestazione diventò TDK Golden League in seguito ad un accordo di sponsorizzazione con l'azienda giapponese TDK. Nell'edizione 2006 la struttura del jackpot fu scissa in due: metà del premio fu destinato agli atleti vincitori in tutte e sei le tappe, mentre l'altra metà fu divisa fra gli atleti vincitori di almeno cinque prove; grazie a questo meccanismo ebbero accesso al premio finale anche Kenenisa Bekele, Tirunesh Dibaba e Irving Saladino. Per l'edizione 2007 e le successive il jackpot subì l'ultimo cambiamento: 1.000.000 di dollari da dividere fra gli atleti vincitori di tutti e sei i meeting; in mancanza di premiati, un jackpot dimezzato era destinato agli atleti che avessero vinto almeno cinque prove.

Nel 2008 la IAAF concluse un accordo biennale di sponsorizzazione con l'azienda svedese ÅF, di conseguenza il nome della manifestazione fu mutato da IAAF Golden League in ÅF Golden League.

### Le prove del jackpot
Ogni anno furono in programma da 4 a 8 specialità maschili e femminili valide per la conquista del jackpot finale. Le prove variavano di edizione in edizione, per dare la possibilità a tutti gli atleti di arrivare al successo nella manifestazione. Per ogni edizione le specialità furono:
- una gara di sprint, 100 m o 200 m (con una netta prevalenza della prima), accompagnata in qualche occasione dai 400 m
- una gara di mezzofondo veloce, con l'eccezione del 2006 e del 2007 per le donne e del 2009 per uomini e donne
- una gara di corsa a ostacoli, con una quasi continua alternanza fra ostacoli alti (100 m per le donne e 110 m per gli uomini) e ostacoli bassi (400 m)
- una gara di salto maschile

Approssimativamente nella metà delle edizioni fu in programma anche una gara di mezzofondo lungo. I lanci furono disputati sporadicamente, con l'eccezione del giavellotto maschile che è stato presente otto volte.

#### Uomini
| Specialità             | 1998         | 1999     | 2000        | 2001        | 2002        | 2003 | 2004   | 2005 | 2006     | 2007 | 2008 | 2009   | Totale | Vinc. |
| ---------------------- | ------------ | -------- | ----------- | ----------- | ----------- | ---- | ------ | ---- | -------- | ---- | ---- | ------ | ------ | ----- |
| 100 m                  |              |          | Greene      |             |             |      |        |      | Powell   |      |      |        | 10     | 2     |
| 200 m                  |              |          |             |             |             |      |        |      |          |      |      |        | 2      | -     |
| 400 m                  |              |          |             |             |             |      |        |      | Wariner  |      |      |        | 4      | 2     |
| 800 m                  |              | Kipketer |             | Bucher      |             |      |        |      |          |      |      |        | 5      | 2     |
| 1500 m/Miglio          | El Guerrouj  |          | El Guerrouj | El Guerrouj | El Guerrouj |      |        |      |          |      |      |        | 9      | 4     |
| 3000 m/5000 m          |              |          |             |             |             |      |        |      | Bekele   |      |      | Bekele | 6      | 2     |
| 5000 m/10000 m         | Gebrselassie |          |             |             |             |      |        |      |          |      |      |        | 1      | 1     |
| 110 hs                 |              |          |             | Johnson     |             |      |        |      |          |      |      |        | 6      | 1     |
| 400 hs                 |              |          |             |             | Sánchez     |      |        |      |          |      |      |        | 5      | 1     |
| 3000 m siepi           |              |          |             |             |             |      |        |      |          |      |      |        | 2      | -     |
| Salto in alto          |              |          |             |             |             |      |        |      |          |      |      |        | 2      | -     |
| Salto con l'asta       |              |          |             |             |             |      |        |      |          |      |      |        | 5      | -     |
| Salto in lungo         |              |          |             |             |             |      |        |      | Saladino |      |      |        | 4      | 1     |
| Salto triplo           |              |          |             |             |             |      | Olsson |      |          |      |      |        | 4      | 1     |
| Getto del peso         |              |          |             |             |             |      |        |      |          |      |      |        | 1      | -     |
| Lancio del disco       |              |          |             |             |             |      |        |      |          |      |      |        | 1      | -     |
| Lancio del giavellotto |              |          |             |             |             |      |        |      |          |      |      |        | 8      | -     |
| Totale                 | 7            | 7        | 7           | 8           | 6           | 6    | 6      | 6    | 6        | 5    | 6    | 5      | 75     | 75    |
| Vincitori              | 2            | 1        | 2           | 3           | 2           | -    | 1      | -    | 4        | -    | -    | 1      | 16     | 16    |

     Gare valide per il jackpot, senza vincitore
     Gare valide per il jackpot che hanno visto un vincitore

#### Donne
| Specialità             | 1998  | 1999  | 2000      | 2001     | 2002    | 2003   | 2004     | 2005     | 2006     | 2007      | 2008   | 2009      | Totale | Vinc. |
| ---------------------- | ----- | ----- | --------- | -------- | ------- | ------ | -------- | -------- | -------- | --------- | ------ | --------- | ------ | ----- |
| 100 m                  | Jones |       |           | Jones    | Jones   |        |          |          |          |           |        |           | 10     | 3     |
| 200 m                  |       |       |           |          |         |        |          |          |          |           |        |           | 2      | -     |
| 400 m                  |       |       |           |          | Guevara |        | Williams |          | Richards | Richards  |        | Richards  | 6      | 5     |
| 800 m                  |       |       |           |          |         | Mutola |          |          |          |           | Jelimo |           | 5      | 2     |
| 1500 m/Miglio          |       |       |           | Szekely  |         |        |          |          |          |           |        |           | 6      | 1     |
| 3000 m/5000 m          |       | Szabó |           | Yegorova |         |        |          |          | Dibaba   |           |        |           | 6      | 3     |
| 5000 m/10000 m         |       |       |           |          |         |        |          |          |          |           |        |           | -      | -     |
| 100 hs                 |       |       |           |          |         |        |          |          |          |           |        |           | 8      | -     |
| 400 hs                 |       |       |           |          |         |        |          |          |          |           |        |           | 4      | -     |
| 3000 m siepi           |       |       |           |          |         |        |          |          |          |           |        |           | -      | -     |
| Salto in alto          |       |       |           |          |         |        |          |          |          |           |        |           | 8      | -     |
| Salto con l'asta       |       |       |           |          |         |        |          |          |          | Isinbaeva |        | Isinbaeva | 2      | 2     |
| Salto in lungo         |       |       | Kotova    |          |         |        |          |          |          |           |        |           | 1      | 1     |
| Salto triplo           |       |       |           |          |         |        |          | Lebedeva |          |           |        |           | 2      | 1     |
| Getto del peso         |       |       |           |          |         |        |          |          |          |           |        |           | -      | -     |
| Lancio del disco       |       |       |           |          |         |        |          |          |          |           |        |           | -      | -     |
| Lancio del giavellotto |       |       | Hattestad |          |         |        |          |          |          |           |        |           | 3      | 1     |
| Totale                 | 5     | 5     | 5         | 6        | 6       | 6      | 6        | 5        | 5        | 5         | 4      | 5         | 63     | 63    |
| Vincitrici             | 1     | 1     | 2         | 3        | 2       | 1      | 1        | 1        | 2        | 2         | 1      | 2         | 19     | 19    |

     Gare valide per il jackpot, senza vincitrice
     Gare valide per il jackpot che hanno visto una vincitrice

## Vincitori
| Anno          | Vincitori              | Specialità               | Premio                    |
| ------------- | ---------------------- | ------------------------ | ------------------------- |
| 1998 Dettagli | Hicham El Guerrouj (1) | 1500 m / Miglio          | 333 $                     |
| 1998 Dettagli | Haile Gebrselassie     | 5000 m / 10000 m         | 333 $                     |
| 1998 Dettagli | Marion Jones           | 100 m                    | 333 $                     |
| 1999 Dettagli | Wilson Kipketer        | 800 m                    | 500000 $                  |
| 1999 Dettagli | Gabriela Szabó         | 3000 m / 5000 m          | 500000 $                  |
| 2000 Dettagli | Hicham El Guerrouj (2) | 1500 m / Miglio          | 12,5 kg di lingotti d'oro |
| 2000 Dettagli | Maurice Greene         | 100 m                    | 12,5 kg di lingotti d'oro |
| 2000 Dettagli | Trine Hattestad        | Lancio del giavellotto   | 12,5 kg di lingotti d'oro |
| 2000 Dettagli | Tatyana Kotova         | Salto in lungo           | 12,5 kg di lingotti d'oro |
| 2001 Dettagli | André Bucher           | 800 m                    | 8,33 kg di lingotti d'oro |
| 2001 Dettagli | Hicham El Guerrouj (3) | 1500 m / Miglio / 2000 m | 8,33 kg di lingotti d'oro |
| 2001 Dettagli | Allen Johnson          | 110 m hs                 | 8,33 kg di lingotti d'oro |
| 2001 Dettagli | Marion Jones (2)       | 100 m                    | 8,33 kg di lingotti d'oro |
| 2001 Dettagli | Violeta Szekely        | 1500 m                   | 8,33 kg di lingotti d'oro |
| 2001 Dettagli | Olga Yegorova          | 3000 m / 5000 m          | 8,33 kg di lingotti d'oro |
| 2002 Dettagli | Hicham El Guerrouj (4) | 1500 m                   | 12,5 kg di lingotti d'oro |
| 2002 Dettagli | Ana Guevara            | 400 m                    | 12,5 kg di lingotti d'oro |
| 2002 Dettagli | Marion Jones (3)       | 100 m                    | 12,5 kg di lingotti d'oro |
| 2002 Dettagli | Félix Sánchez          | 400 m hs                 | 12,5 kg di lingotti d'oro |

| Anno          | Vincitori                | Specialità       | Premio   |
| ------------- | ------------------------ | ---------------- | -------- |
| 2003 Dettagli | Maria Mutola             | 800 m            | 1000 $   |
| 2004 Dettagli | Christian Olsson         | Salto triplo     | 500000 $ |
| 2004 Dettagli | Tonique Williams-Darling | 400 m            | 500000 $ |
| 2005 Dettagli | Tatyana Lebedeva         | Salto triplo     | 1000 $   |
| 2006 Dettagli | Asafa Powell             | 100 m            | 249999 $ |
| 2006 Dettagli | Jeremy Wariner           | 400 m            | 249999 $ |
| 2006 Dettagli | Sanya Richards           | 400 m            | 249999 $ |
| 2006 Dettagli | Kenenisa Bekele          | 5000 m           | 83333 $  |
| 2006 Dettagli | Tirunesh Dibaba          | 5000 m           | 83333 $  |
| 2006 Dettagli | Irving Saladino          | Salto in lungo   | 83333 $  |
| 2007 Dettagli | Elena Isinbaeva          | Salto con l'asta | 500000 $ |
| 2007 Dettagli | Sanya Richards (2)       | 400 m            | 500000 $ |
| 2008 Dettagli | Pamela Jelimo            | 800 m            | 1000 $   |
| 2009 Dettagli | Kenenisa Bekele (2)      | 3000 m / 5000 m  | 333 $    |
| 2009 Dettagli | Sanya Richards (3)       | 400 m            | 333 $    |
| 2009 Dettagli | Elena Isinbaeva (2)      | Salto con l'asta | 333 $    |

### Plurivincitori

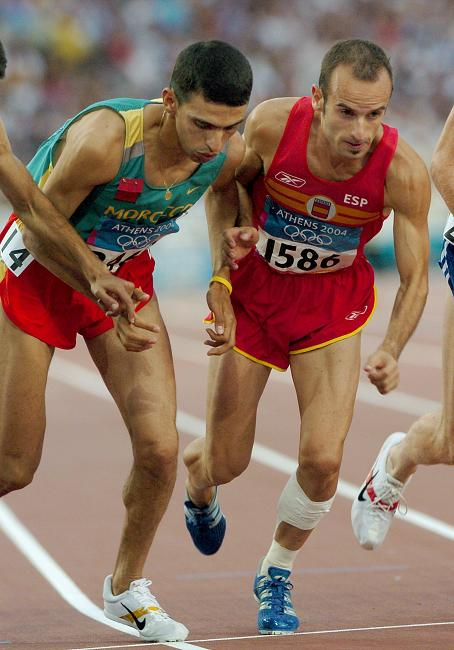
Hicham El Guerrouj, detentore del record di vittorie nella Golden League con 4 successi.

A livello individuale, tre atleti hanno conquistato la Golden League in più di una occasione:
- 4 vittorie:  Hicham El Guerrouj (1998, 2000, 2001, 2002)
- 3 vittorie:  Marion Jones (1998, 2001, 2002) e  Sanya Richards (2006, 2007, 2009)
- 2 vittorie:  Kenenisa Bekele (2006, 2009) e  Elena Isinbaeva (2007, 2009)

Le nazioni con più vittorie di atleti del proprio paese sono:
- 9 vittorie: 
  -  Stati Uniti (tre di Marion Jones e Sanya Richards e una a testa per Maurice Greene, Allen Johnson e Jeremy Wariner)
- 5 vittorie:
  -  Russia (due per Elena Isinbaeva e una a testa per Tatyana Kotova, Olga Yegorova e Tatyana Lebedeva)
- 4 vittorie:
  -  Marocco (tutte e quattro di Hicham El Guerrouj)
  -  Etiopia (due di Kenenisa Bekele e una a testa per Haile Gebrselassie e Tirunesh Dibaba)
- 2 vittorie:
  -  Romania (una ciascuna per Gabriela Szabó e Violeta Szekely)